# 沈霁春
沈霁春（1903年—1978年），男，浙江萧山人，中国生理学家，革命烈士。曾任军事医学研究院研究员，中国药典编纂委员会委员。